# Spathoglottis latifolia
Spathoglottis latifolia är en orkidéart som först beskrevs av Charles Gaudichaud-Beaupré, och fick sitt nu gällande namn av Leslie Andrew Garay och Paul Ormerod. Spathoglottis latifolia ingår i släktet Spathoglottis och familjen orkidéer. Inga underarter finns listade i Catalogue of Life.